# Gran Premio del Sudafrica 1974
Il Gran Premio del Sudafrica 1974 è stata la terza prova della stagione 1974 del Campionato mondiale di Formula 1. Si è corsa sabato 30 marzo 1974 sul Circuito di Kyalami. La gara è stata vinta dall'argentino Carlos Reutemann su Brabham-Ford Cosworth; per il vincitore si trattò del primo successo nel mondiale. Ha preceduto sul traguardo il francese Jean-Pierre Beltoise su BRM e il britannico Mike Hailwood su McLaren-Ford Cosworth.
Quello di Beltoise fu il sessantunesimo, e ultimo, podio in una gara valida per il mondiale di F1, per la BRM quale costruttore, e il sessantacinquesimo, e ancora ultimo, quale motorista.

## Vigilia

### Aspetti tecnici
La Lotus presentò una nuova vettura, il modello 76 (denominata per ragioni di sponsor anche JPS MkI), disegnato da Colin Chapman e Ralph Bellamy; più leggera della precedente 72, ed era dotata di frizione automatica elettronica. Il solo Peterson utilizzò questo sistema per questa gara. Anche la BRM fece esordire una nuova monoposto, la P201, disegnata da Mike Pilbeam. In questa gara venne impiegata dal solo Jean-Pierre Beltoise.
La Hesketh partecipò, per la volta in una gara valida per il mondiale, quale costruttore, abbandonando così l'uso di vetture costruite da altre case. La vettura, denominata, 308, era stata concepita da Harvey Postlethwaite, aveva già esordito nella Race of Champions. Era ispirata alla McLaren M23 e alla Brabham BT44.

### Aspetti sportivi
La tenuta della gara fu in dubbio, per la crisi petrolifera che sconvolse i prezzi del greggio nel 1973, tanto che inizialmente era stata cancellata dal calendario.
Il circuito di Kyalami ospitò una seduta di test, nella settimana prima della gara. A causa della rottura di una sospensione della sua Shadow, il pilota statunitense Peter Revson uscì di pista alla Barbecue, alla velocità di circa 200 km/h. La monoposto di infranse contro le barriere e prese fuoco; malgrado l'intervento di Graham Hill, Emerson Fittipaldi, Eddie Keizan e Denny Hulme, poté essere estratto dall'abitacolo solo dopo qualche minuto, e dopo l'arrivo di un mezzo antincendio. Estratto ancora vivo dalla fiamme, ma in gravi condizioni, morì poco prima dell'arrivo in ospedale. Revson aveva disputato 30 gran premi validi per il campionato mondiale di F1, in cui aveva colto due vittorie e una pole position. Revson era il primo pilota a morire in F1, dopo il decesso di François Cevert, avvenuto nelle qualifiche del Gran Premio degli Stati Uniti d'America 1973. La Shadow decise di non partecipare alla gara, in segno di lutto.
Non partecipò alla gara nemmeno l'Ensign, che aveva già saltato i primi due appuntamenti iridati stagionali, per problemi tecnici, ma aveva affrontato la Race of Champions, gara non valida per il campionato.
La gara vide la solita presenza di una pattuglia di scuderie e piloti locali. La Scribante Lucky Strike Racing utilizzò una McLaren M23 per Dave Charlton e una Lotus 72A per l'esordiente John McNicol (quest'ultimo non parteciperà alle prove in quanto la scuderia preferì concentrarsi sul solo Charlton). Il team Gunston impiegò, invece, due Lotus72E per Paddy Driver (già presente nell'edizione del 1963, anche se non partito) e Ian Scheckter, all'esordio nel campionato, fratello più anziano di Jody, pilota della Tyrrell. Il team Blignaut, sostenuto dall'Embassy, sponsor anche della scuderia di Graham Hill, iscrisse Eddie Keizan, su una Tyrrell 004. A sua volta il team di Hill impiegò una sola vettura, per il solo titolare, lasciando così a piedi Guy Edwards. In compenso la Iso-Williams iscrisse una seconda macchina, guidata dal pilota danese Tom Belsø. Belsø era già stato iscritto a un paio di gare dalla stessa scuderia inglese, nel 1973, senza prendere però parte a nessun gran premio.
La March ottenne il sostegno della azienda italiana Beta Utensili, che portò all'esordio in F1 il pilota brianzolo trentaseienne Vittorio Brambilla. Il monzese aveva corso in F2, e aveva anche disputato una gara del Motomondiale 1969, nella classe 500. Brambilla sostituì Howden Ganley.
Denny Hulme festeggiò il suo centesimo gran premio valido per il mondiale di F1 (quinto pilota a raggiungere questo traguardo), mentre Ronnie Peterson arrivò a quota 50.

## Qualifiche

### Resoconto
Nella prima giornata di prove, prevista per mercoledì, i piloti inscenarono una protesta, per l'assenza di reti di protezioni lungo il tracciato. Dopo un ritardo di quarantacinque minuti, i piloti scesero in pista, ma la sessione venne subito interrotta per l'arrivo della pioggia. La sessione venne recuperata al giovedì, inizialmente previsto quale giorno di riposo. Il più veloce fu Carlos Pace, su Surtees, che ottenne 1'16"63, con una media di 192,80 km/h. Il brasiliano precedette il suo connazionale Emerson Fittipaldi, poi Niki Lauda. I tempi risultarono più elevati di quelli ottenuti nella stagione precedente. Ronnie Peterson fu vittima dell'esplosione di uno pneumatico. Lo svedese però fu capace di mantenere il controllo della sua Lotus, senza così subire conseguenze per l'accaduto. Vittorio Brambilla fu autore, invece di un testacoda, con uscita di pista conseguente.
Al venerdì solo Niki Lauda fu capace di abbassare il tempo ottenuto il giorno precedente da Pace. Per l'austriaco fu la prima pole position nel mondiale. Pace rimase in prima fila, seguito da Arturo Merzario su Iso-Williams, che scalò terzo. Anche Carlos Reutemann fu capace di superare, nella lista dei tempi, Fittipaldi. Quella di Lauda fu la prima partenza al palo per la Scuderia Ferrari dal Gran Premio d'Italia 1972, ottenuta da Jacky Ickx. Fu anche la prima pole position per un pilota austriaco dopo quella ottenuta da Jochen Rindt al Gran Premio d'Austria 1970.

### Risultati
Nella sessione di qualifica si è avuta questa situazione:
| Pos | No | Pilota               | Costruttore                | Tempo   | Griglia |
| --- | -- | -------------------- | -------------------------- | ------- | ------- |
| 1   | 12 | Niki Lauda           | Ferrari                    | 1'16"58 | 1       |
| 2   | 18 | Carlos Pace          | Surtees-Ford Cosworth      | 1'16"63 | 2       |
| 3   | 20 | Arturo Merzario      | Iso Marlboro-Ford Cosworth | 1'16"79 | 3       |
| 4   | 7  | Carlos Reutemann     | Brabham-Ford Cosworth      | 1'16"80 | 4       |
| 5   | 5  | Emerson Fittipaldi   | McLaren-Ford Cosworth      | 1'16"82 | 5       |
| 6   | 11 | Clay Regazzoni       | Ferrari                    | 1'16"85 | 6       |
| 7   | 9  | Hans-Joachim Stuck   | March-Ford Cosworth        | 1'16"98 | 7       |
| 8   | 3  | Jody Scheckter       | Tyrrell-Ford Cosworth      | 1'16"99 | 8       |
| 9   | 6  | Denny Hulme          | McLaren-Ford Cosworth      | 1'17"11 | 9       |
| 10  | 2  | Jacky Ickx           | Lotus-Ford Cosworth        | 1'17"18 | 10      |
| 11  | 14 | Jean-Pierre Beltoise | BRM                        | 1'17"34 | 11      |
| 12  | 33 | Mike Hailwood        | McLaren-Ford Cosworth      | 1'17"34 | 12      |
| 13  | 28 | John Watson          | Brabham-Ford Cosworth      | 1'17"41 | 13      |
| 14  | 24 | James Hunt           | Hesketh-Ford Cosworth      | 1'17"61 | 14      |
| 15  | 4  | Patrick Depailler    | Tyrrell-Ford Cosworth      | 1'17"75 | 15      |
| 16  | 1  | Ronnie Peterson      | Lotus-Ford Cosworth        | 1'18"00 | 16      |
| 17  | 19 | Jochen Mass          | Surtees-Ford Cosworth      | 1'18"23 | 17      |
| 18  | 26 | Graham Hill          | Lola-Ford Cosworth         | 1'18"25 | 18      |
| 19  | 10 | Vittorio Brambilla   | March-Ford Cosworth        | 1'18"29 | 19      |
| 20  | 23 | Dave Charlton        | McLaren-Ford Cosworth      | 1'18"37 | 20      |
| 21  | 15 | Henri Pescarolo      | BRM                        | 1'18"39 | 21      |
| 22  | 29 | Ian Scheckter        | Lotus-Ford Cosworth        | 1'18"56 | 22      |
| 23  | 8  | Richard Robarts      | Brabham-Ford Cosworth      | 1'18"60 | 23      |
| 24  | 32 | Eddie Keizan         | Tyrrell-Ford Cosworth      | 1'19"00 | 24      |
| 25  | 37 | François Migault     | BRM                        | 1'19"14 | 25      |
| 26  | 30 | Paddy Driver         | Lotus-Ford Cosworth        | 1'19"49 | 26      |
| 27  | 21 | Tom Belsø            | Iso Marlboro-Ford Cosworth | 1'19"80 | 27      |

## Gara

### Resoconto
Niki Lauda, Carlos Reutemann e Clay Regazzoni si trovarono quasi appaiati alla Crowthorne, prima curva del gran premio, mentre Carlos Pace e Arturo Merzario vennero risucchiati più dietro. Lauda fu capace di mantenere il comando, davanti all'argentino e al compagno di team, che fu costretto anche a mettere due ruote fuori dall'asfalto. Jacky Ickx colpì il suo compagno di scuderia, Ronnie Peterson, che finì in testacoda nella sabbia. Lo svedese sfiorò il contatto con Jochen Mass, che a sua volta aveva toccato Pescarolo.
Lauda conduceva davanti a Reutemann, Regazzoni, Scheckter, Hunt, Fittipaldi, Hailwood e Depailler. Hunt, malgrado delle vibrazioni della sua Hesketh, era capace di rintuzzare gli attacchi di Fittipaldi e Hailwood. Al giro dieci cambiò il leader di gara, con Reutemann che passò Lauda sul rettilineo d'arrivo.
Al quattordicesimo giro James Hunt fu costretto all'abbandono a causa della rottura del cardano della trasmissione. Jody Scheckter era messo sotto pressione da Emerson Fittipaldi, che passò il pilota di casa al giro 21. Il sudafricano, a causa di un errore nella cambiata, dovette cedere ancora una posizione, a Mike Hailwood, nel giro successivo. Nei giri successivi le posizioni nei punti restarono congelate, mentre si accese la lotta per l'ottava piazza, con Merzario passato da Denny Hulme e Jean-Pierre Beltoise.
Al quarantesimo giro Hulme, per degli pneumatici usurati, cedette la posizione, ottava, a Beltoise. Il francese, al giro 44, passò anche Patrick Depailler. La rimonta del pilota della BRM proseguì sorpassando anche Scheckter, anche lui limitato dalle gomme. Al giro 49 Mike Hailwood prese la quarta posizione a Fittipaldi.
Al cinquantacinquesimo passaggio Depailler entrò nella zona punti, superando Scheckter. Il problema della gomme costò poi a Hulme due posizioni, passato da Stuck e Merzario. Al giro 58 Beltoise superò Fittipaldi, per il quinto posto. Il brasiliano, nei giri seguenti, venne messo sotto pressione da Depailler e Scheckter. Fittipaldi dovette cedere a Depailler, al giro 63, mentre, il giro seguente, Beltoise ebbe la meglio su Hailwood. Difficoltà tecniche costarono due posizioni a Scheckter, passato da Stuck e Merzario.
Al giro 65 terminò la gara di Regazzoni, comodo terzo, che, a causa di un problema alla pressione dell'olio del motore, fu costretto a rientrare ai box. Beltoise scalò terzo, alle spalle di Carlos Reutemann e Niki Lauda. Tre giri dopo i problemi tecnici di Fittipaldi permisero a Merzario di scalare settimo.
La gara di Lauda finì al giro 75, per un problema all'iniezione. Carlos Reutemann riportò il primo successo nel mondiale, seguito da Jean-Pierre Beltoise (all'ultimo podio per la BRM) e Mike Hailwood. Completarono la zona dei punti Patrick Depailler, Hans-Joachim Stuck e Arturo Merzario. Quella di Reutemann fu la prima vittoria di un pilota argentino, dal successo di Juan Manuel Fangio nel Gran Premio di Germania 1957, e la prima per la Brabham dal Gran Premio del Sudafrica 1970.

### Risultati
I risultati del gran premio sono i seguenti:
| Pos | No | Pilota               | Costruttore                | Giri | Tempo/Ritiro                                  | Pos. Griglia | Punti |
| --- | -- | -------------------- | -------------------------- | ---- | --------------------------------------------- | ------------ | ----- |
| 1   | 7  | Carlos Reutemann     | Brabham-Ford Cosworth      | 78   | 1h42'40"96                                    | 4            | 9     |
| 2   | 14 | Jean-Pierre Beltoise | BRM                        | 78   | + 33"94                                       | 11           | 6     |
| 3   | 33 | Mike Hailwood        | McLaren-Ford Cosworth      | 78   | + 42"16                                       | 12           | 4     |
| 4   | 4  | Patrick Depailler    | Tyrrell-Ford Cosworth      | 78   | + 44"19                                       | 15           | 3     |
| 5   | 9  | Hans-Joachim Stuck   | March-Ford Cosworth        | 78   | + 46"23                                       | 7            | 2     |
| 6   | 20 | Arturo Merzario      | Iso Marlboro-Ford Cosworth | 78   | + 56"04                                       | 3            | 1     |
| 7   | 5  | Emerson Fittipaldi   | McLaren-Ford Cosworth      | 78   | + 1'08"39                                     | 5            |       |
| 8   | 3  | Jody Scheckter       | Tyrrell-Ford Cosworth      | 78   | + 1'10"54                                     | 8            |       |
| 9   | 6  | Denny Hulme          | McLaren-Ford Cosworth      | 77   | + 1 giro                                      | 9            |       |
| 10  | 10 | Vittorio Brambilla   | March-Ford Cosworth        | 77   | + 1 giro                                      | 19           |       |
| 11  | 18 | Carlos Pace          | Surtees-Ford Cosworth      | 77   | + 1 giro                                      | 2            |       |
| 12  | 26 | Graham Hill          | Lola-Ford Cosworth         | 77   | + 1 giro                                      | 18           |       |
| 13  | 29 | Ian Scheckter        | Lotus-Ford Cosworth        | 76   | + 2 giri                                      | 22           |       |
| 14  | 32 | Eddie Keizan         | Tyrrell-Ford Cosworth      | 76   | + 2 giri                                      | 24           |       |
| 15  | 37 | François Migault     | BRM                        | 75   | + 3 giri                                      | 25           |       |
| 16  | 12 | Niki Lauda           | Ferrari                    | 74   | Iniezione                                     | 1            |       |
| 17  | 8  | Richard Robarts      | Brabham-Ford Cosworth      | 74   | + 4 giri                                      | 23           |       |
| 18  | 15 | Henri Pescarolo      | BRM                        | 72   | + 6 giri                                      | 21           |       |
| 19  | 23 | Dave Charlton        | McLaren-Ford Cosworth      | 71   | + 7 giri                                      | 20           |       |
| Rit | 11 | Clay Regazzoni       | Ferrari                    | 65   | Pressione dell'olio                           | 6            |       |
| Rit | 28 | John Watson          | Brabham-Ford Cosworth      | 54   | Alimentazione                                 | 13           |       |
| Rit | 2  | Jacky Ickx           | Lotus-Ford Cosworth        | 31   | Freni                                         | 10           |       |
| Rit | 24 | James Hunt           | Hesketh-Ford Cosworth      | 13   | Trasmissione                                  | 14           |       |
| Rit | 19 | Jochen Mass          | Surtees-Ford Cosworth      | 11   | Sospensione                                   | 17           |       |
| Rit | 30 | Paddy Driver         | Lotus-Ford Cosworth        | 6    | Frizione                                      | 26           |       |
| Rit | 1  | Ronnie Peterson      | Lotus-Ford Cosworth        | 2    | Collisione                                    | 16           |       |
| Rit | 21 | Tom Belsø            | Iso Marlboro-Ford Cosworth | 0    | Frizione                                      | 27           |       |
| WD  | 16 | Peter Revson         | Shadow-Ford Cosworth       |      | Deceduto nelle prove private prima della gara |              |       |
| WD  | 17 | Jean-Pierre Jarier   | Shadow-Ford Cosworth       |      | Non partecipa per lutto                       |              |       |
| WD  | 22 | Rikky von Opel       | Ensign-Ford Cosworth       |      |                                               |              |       |
| WD  | 25 | John McNicol         | Lotus-Ford Cosworth        |      |                                               |              |       |

## Statistiche
Piloti
- 1ª vittoria per Carlos Reutemann
- 1° pole position per Niki Lauda
- 2º e ultimo podio per Mike Hailwood
- 8º e ultimo podio per Jean-Pierre Beltoise
- 1º giro più veloce per Carlos Reutemann
- 50º Gran Premio per Ronnie Peterson
- 100º Gran Premio per Denny Hulme
- 1º Gran Premio per Ian Scheckter e Vittorio Brambilla
- Ultimo Gran Premio per Paddy Driver

Costruttori
- 14° vittoria per la Brabham
- 61º e ultimo podio per la BRM
- 1º Gran Premio per la Hesketh

Motori
- 69ª vittoria per il motore Ford Cosworth
- 65º e ultimo podio per il motore BRM

Giri al comando
- Niki Lauda (1-9)
- Carlos Reutemann (10-78)

## Classifiche

### Piloti
| Pos. | Pilota               | Punti |
| ---- | -------------------- | ----- |
| 1    | Clay Regazzoni       | 10    |
| 2    | Denny Hulme          | 9     |
| 3    | Emerson Fittipaldi   | 9     |
| 4    | Carlos Reutemann     | 9     |
| 5    | Mike Hailwood        | 9     |
| 6    | Jean-Pierre Beltoise | 8     |
| 7    | Niki Lauda           | 6     |
| 8    | Jacky Ickx           | 4     |
| 9    | Patrick Depailler    | 4     |
| 10   | Carlos Pace          | 3     |
| 11   | Hans-Joachim Stuck   | 2     |
| 12   | Ronnie Peterson      | 1     |
| 13   | Arturo Merzario      | 1     |

### Costruttori
| Pos. | Team                       | Punti |
| ---- | -------------------------- | ----- |
| 1    | McLaren-Ford Cosworth      | 22    |
| 2    | Ferrari                    | 12    |
| 3    | Brabham-Ford Cosworth      | 9     |
| 4    | BRM                        | 8     |
| 5    | Lotus-Ford Cosworth        | 4     |
| 6    | Tyrrell-Ford Cosworth      | 4     |
| 7    | Surtees-Ford Cosworth      | 3     |
| 8    | March-Ford Cosworth        | 2     |
| 9    | Iso Marlboro-Ford Cosworth | 1     |